# Železniční vlečka Bohušovice nad Ohří – Terezín

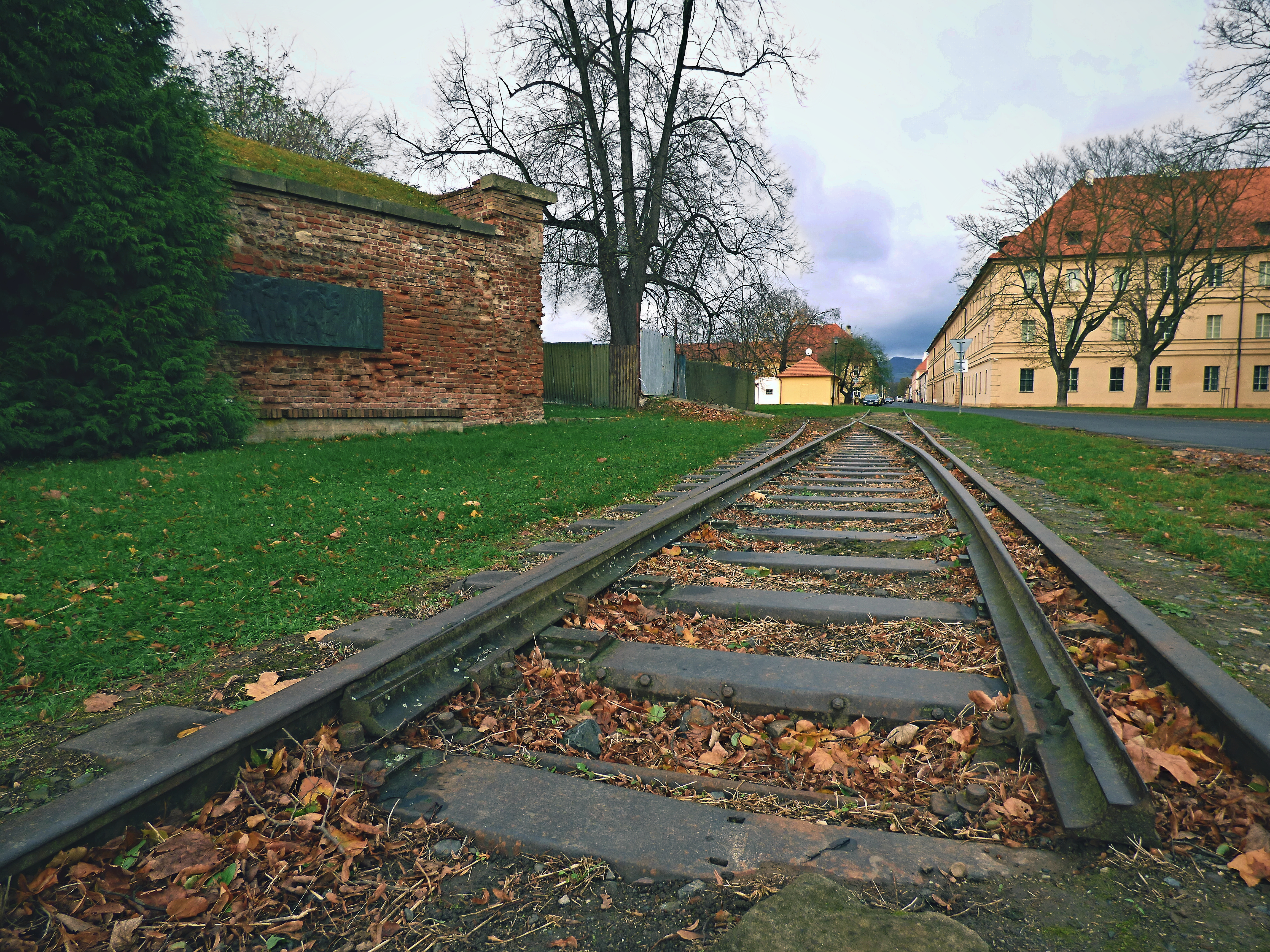
Konec vlečky v Terezíně

Železniční vlečka Bohušovice nad Ohří – Terezín je historická železniční vlečka mezi Bohušovicemi nad Ohří a Terezínem. Jedná se o odbočku z železniční trati Praha – Ústí nad Labem – Děčín číslo 090. Vlečka byla zprovozněna 1. června 1943, v době, kdy Terezín sloužil jako židovský koncentrační tábor. Byla vybudována samotnými vězni ghetta a stavba trvala necelý půlrok. Hlavním důvodem pro postavení vlečky, bylo skrytí množství a stavu přijíždějících a odjíždějících vězňů před obyvatelstvem v okolí Terezína a Bohušovic nad Ohří. První přijíždějící vězni totiž museli, někdy i se svými zavazadly, jít pěšky z Bohušovického nádraží do Terezína.
Železniční vlečka tak zvaná Židovka s bývalou váhovnou je kulturní památkou ČR.

## Historie
Projekt železniční vlečky dlouhé 2 580 m byl vypracován v roce 1941 a stavba byla zahájená v roce 1942. Vlečka končila vedle domku, kde bylo středisko vojenského komanda č. p. 19. V literatuře se uvádí ukončení za hradbami u vážního domku č. p. 324. Podle návrhů plánů z ledna 1944 měla být vlečka prodloužena v první variantě o 543 m, v druhé o 280 metrů.
Do konce roku 1941 proběhlo první trasování železnice skupinou dvanácti židovských mužů (figuranti) a dvou židovských inženýrů pod dohledem firny Ing. Josef Dvořák, vedoucí stavby byl Ing. Karel Fischer. Druhé trasování, které se mělo vyhnout většímu bourání objektů Terezína, bylo provedeno do konce července 1942. Technické podklady výstavby připravila firma Ing. Josef Dvořák a předala je v únoru 1942 Technickému oddělení židovské samosprávy. K výstavbě železniční vlečky byla vybrána firma Ing. Josef Figlovsky, která nabídla nejnižší cenu a krátkou lhůtu výstavby. Stavba byla zahájená 4. srpna 1942 a první vlak projel 1. června 1943.  Původním účelem vlečky byla přeprava materiálu a zboží. Od 1. července 1943 do 6. dubna 1944 bylo transportováno do kncentračního a vyhlazovacího tábora Osvětim-Birkenau (Auschwitz-Birkenau) 10 112 terezínských vězňů a 1196 dětí z Białystoku, které byly dočasně internovány v Terezíně. Celkem bylo deportováno v 63 transportech na 87 000 terezínských vězňů. Na konci války dorazilo do Terezína na 126 vagónů s vězni evakuovaných táborů z území Německa. V květnu 1945 bylo vypraveno 22 vlakových repatriační souprav s 12 885 repatrianty.
Po válce sloužila k přepravě zboží do skladu Zeleniny Terezín a byla provozována do roku 1968. V roce 2012 bylo kolejiště sneseno, mimo dvou set metrovou část v Památníku Terezín. 
Dne 15. ledna 2012 byla odhalen pamětní deska věnovaná transportům židovských vězňů v době druhé světové války.

## Výstavba a popis
Trať vlečky měla rozchod 1435 mm a délku 2 580 m. Byla vedena z lovosického zhlaví po krátkém úseku byl pravotočivý oblouk (kolem bývalých Mrazíren) a po jednom a půl kilometru byla výhybka, kdy kolej pokračovala rovně do Terezína a napravo byla průmyslová vlečka do skladu Zeleniny Terezín, tato část byla v roce 1980 celá elektrifikovaná. V roce 1988 byla tato část odprohlášena a zrušena. Kolej do Terezína vedla mírným zářezem na přejezd se silnicí Litoměřice–Bohušovice nad Ohří. Další pokračování bylo částečně v zářezu a částečně v náspu až do křížení s místními komunikacemi v prostoru před centrální márnicí. Do pevnosti procházela Bohušovickou bránou za níž byla výhybka. Jedna větev pokračovala Dlouhou ulicí až k domu č. p. 19, druhá kolej končila u domu č. p. 77. Odstavná kolej měla pojmout až 15 vagónů.
Vlečku postavilo na 300 židovských vězňů z Terezína. V průběhu 245 pracovních dní přesunuli 19 000 m³ zeminy, bylo odvezeno 1500 m³ pevnostního zdiva, k výstavbě použito 2 800 m³ štěrku a položeno 2 600 m³ kolejí, které byly vyrobeny v roce 1913 firmou PEIG Kladno, a tři výhybky. Podle výroční zprávy terezínské samosprávy za k 1. červnu 1943 bylo na stavbě položeno 240 tun kolejnic, 330 tun pražců z měkkého dřeva, 180 tun pražců z tvrdého dřeva a 2 900 m³ basaltové drcené suti. Původní cena, kterou nabídla firma Ing. Josef Figlovský byla 2 224 742,93 korun a stavba měla trvat 120 dní s využitím 200 židovských dělníků.
Při modernizaci železniční vlečky byly použity kolejnice vyrobené v Třineckých železárnách.

## Galerie

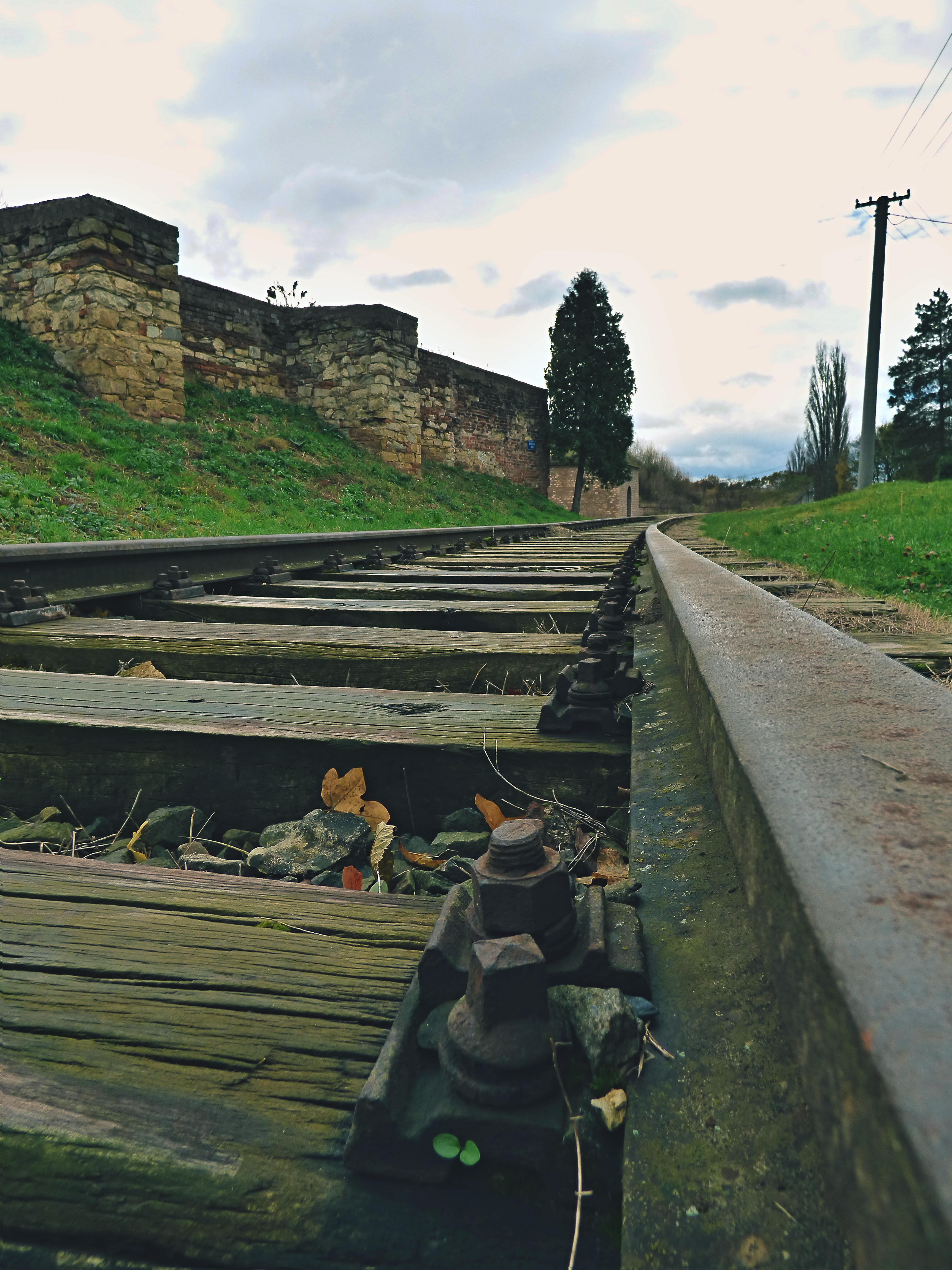
Zachovalá část vlečky
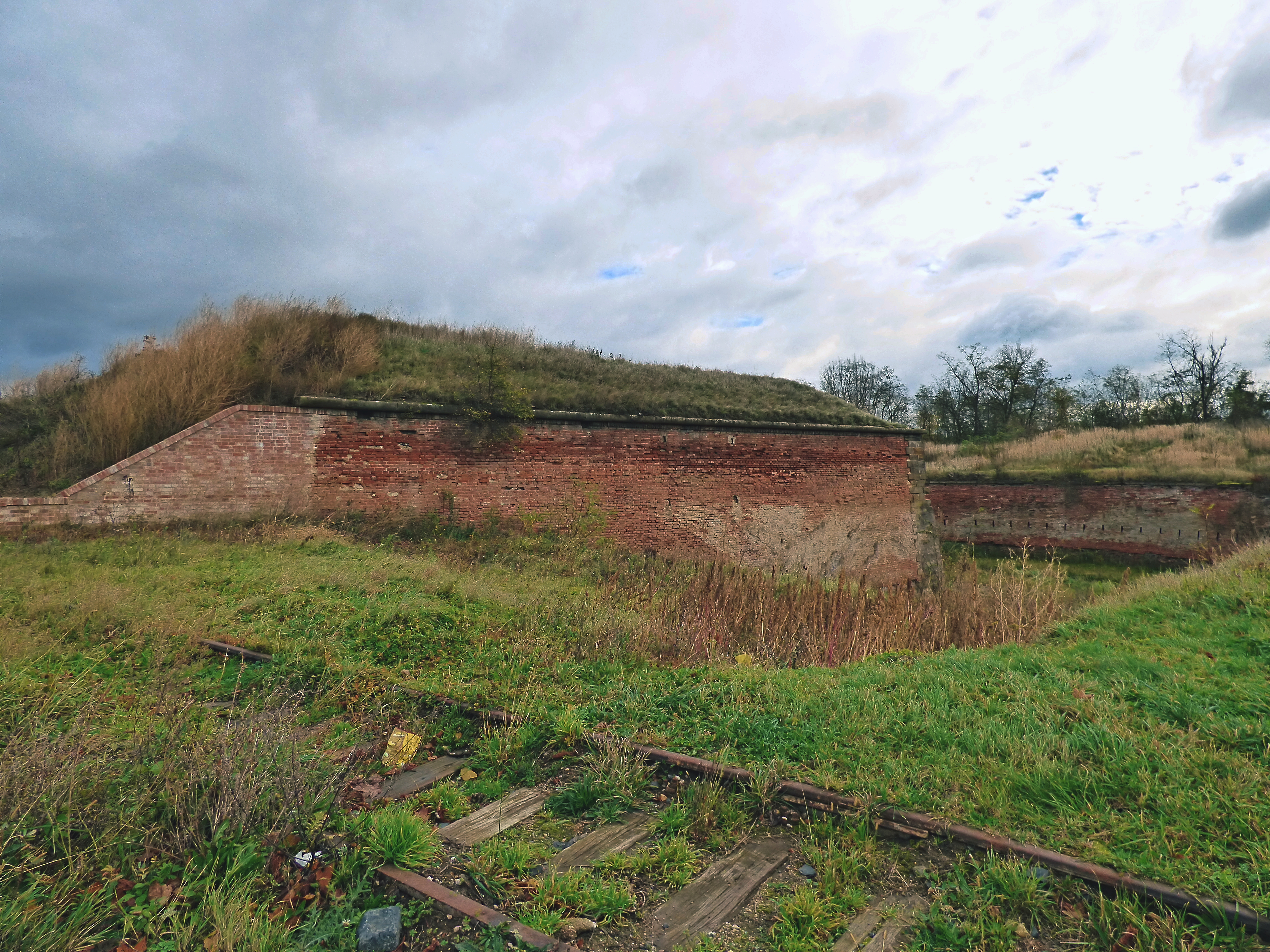
Vlečka v Terezíně
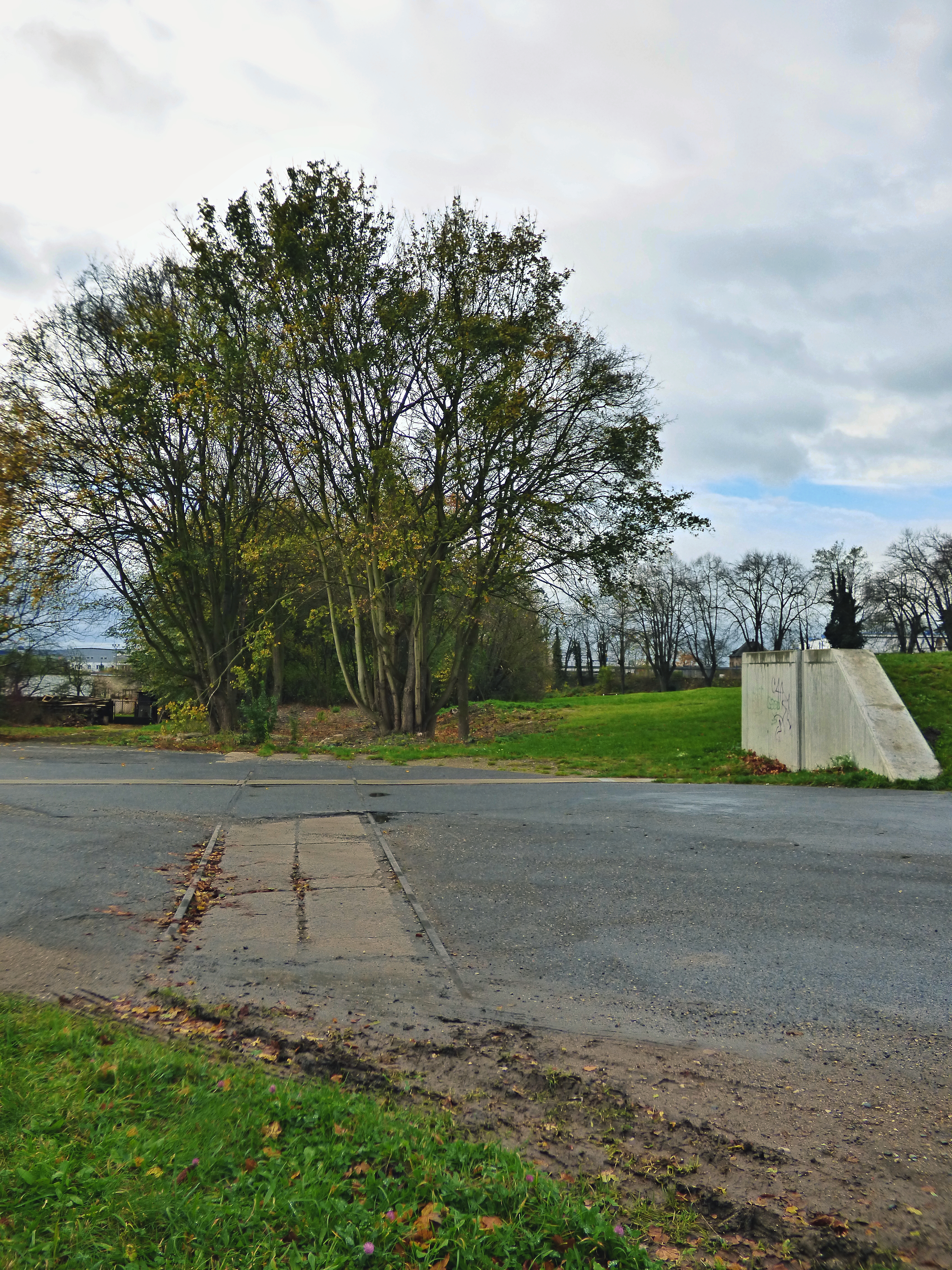
Pozůstatky kolejí na silnici